# Kivijärvi (sjö i Finland, Lappland, lat 66,62, long 29,00)
Kivijärvi är en sjö i Finland. Den ligger i kommunen Salla i landskapet Lappland, i den norra delen av landet, 700 km norr om huvudstaden Helsingfors. Kivijärvi ligger 238 meter över havet. Den är 1,9 meter djup. Arean är 40,8 hektar och strandlinjen är 4,7 kilometer lång. Sjön  ingår i Koundaälvens huvudavrinningsområde. 